# Động đất biển Banda

Mảng Ấn-Úc, được chỉ ra như là phần phân chia giữa mảng Ấn Độ và mảng Australia

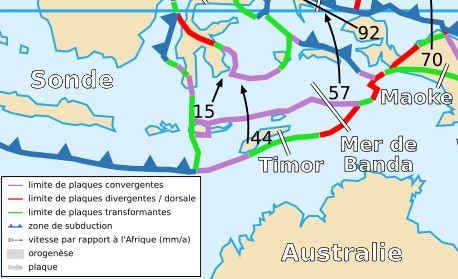
Bản đồ vị trí mảng Timor.

Động đất biển Banda bao gồm các trận động đất xảy ra trên vùng biển Banda liên quan đến sự hút chìm của mảng Ấn-Úc bên dưới mảng Timor tại rãnh Timor. Hầu hết các trận động đất đều có độ lớn trên 7 và xảy ra ở độ sâu từ trên 100 km đến 400 km.

## Đặc điểm kiến tạo
Các trận động đất liên quan đến sự hút chìm của mảng Ấn-Úc bên dưới mảng Timor tại rãnh Timor. Mặc dù sự hút chìm giữa hai mảng này không còn nữa, tuy thế, mảng Ấn-Úc bị hút chìm vẫn còn sinh ra các hoạt động địa chấn mạnh.
Các trận động đất trên biển Banda xảy ra tại một trong những vùng có hoạt động kiến tạo phức tạp nhất trên Trái Đất, nhìn chung thì có sự va chạm giữa các mảng Úc, Thái Bình Dương và Philippine với phần tận cùng phía nam của mảng Á-Âu hay còn gọi là vùng ‘Sundaland’. Kết quả tạo ra một số tỉnh địa chất lớn trong vùng này như: quần đảo Aru hiện đang bị hút chìm trong rãnh Aru; rãnh Aru đại diện cho vị trí hiện đại của ranh giới mảng Úc; nhóm quần đảo Kai và Tanimbar bao gồm các biến dạng của các đá vôi, marl và các trầm tích mảnh vụn khác nhau hình thành trong vùng nước nông cũng như các đá kết tinh; bồn trũng Weber sâu đến 7500 m, việc giải đoán đặc điểm kiến tạo của bồn này chưa được sáng tỏ; một cung đảo nhỏ kéo dài từ Damar đến Manuk thể hiện sự phát triển liên tục của vòng cung núi lửa đang hoạt động nằm phía trong so với Bali, Sumbawa, và Flores.
Đặc điểm kiến tạo của vùng động đất được xác định bởi sự chuyển động của mảng Úc so với mảng Sunda với tốc độ khoảng 70 mm/năm. Chuyển động tương đối của mảng Úc về phía mảng Sunda gây ảnh hưởng đến sự chuyển động của các mảng nhỏ nằm giữa hai mảng lớn này. Trong đó, nối ba biển Banda cũng góp phần quan trọng cho kiến tạo khu vực.
Sự hội tụ của hai mảng Ấn-Úc và Sunda tác động đến các vòng cung Sunda và Banda. Vòng cung Sunda bao gồm các đoạn cung núi lửa hoạt động nằm về phía tây của ∼122◦ đông, tại đây thạch quyển đại dương của mảng Ấn-Úc đang bị hút chìm. Về phía đông của vòng cung Sunda từ đông Java đến Sumbawa, các trận động đất được xác định ở độ sâu trong đới chuyển tiếp đến 600 km.

## Các trận động đất lớn

### Năm 2009

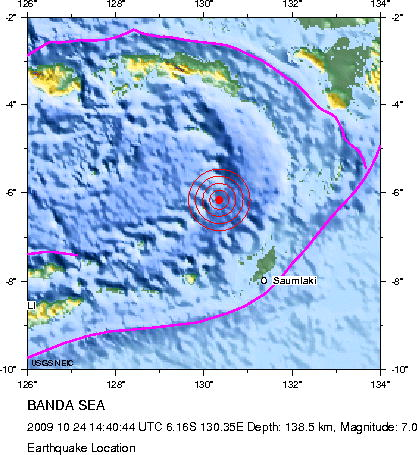
Vị trí trận động đất năm 2009

Trận động đất xảy ra tại khu vực Biển Banda, ngoài khơi phía Đông Indonesia, lúc 14:40:44 tối (Giờ phối hợp quốc tế) ngày 24 tháng 10 năm 2009, với thang độ 6,9 mô men, và một lệnh báo động sóng thần được gởi đi các nơi, tuy nhiên sau đó lệnh này đã được bãi bỏ. Theo nhà chức trách Indonesia, thì trận động đất này có cường độ lên đến 7,3, tuy nhiên ở độ sâu hơn 150 km, trong vùng biển Banda, nằm cách Saumiaki vào khoảng 210 km về phía Tây Bắc, trong vùng đảo Tanimbar. Trung tâm động đất cách thủ đô Jakarta vào khoảng 2.700 km về phía Đông. Dân chúng chạy vội ra khỏi nhà của họ, tuy nhiên không có báo cáo gì về các thiệt hại vật chất hay nhân mạng. Trận động đất mạnh mẽ này xảy ra trong khi Indonesia còn chưa hồi phục từ trận động đất vào tháng 9, làm cho hơn 1,000 người chết ở phía Tây Sumatra.

### Năm 2006
Trận động đất xảy ra lúc 16:58 (UTC) ngày 27 tháng 2 năm 2006 với độ lớn 7,6 Mw. Chấn tâm cách đảo Ambon 200 km về phía nam và cách Dili, đông Timor 445 km về phía đông nam.

### Năm 2005
Trận động đất này có độ lớn 7,1 xảy ra ngày 2 tháng 3 năm 2005 cách đông Timor 500 km. Các cư dân ở Darwin, Úc cũng cảm nhận được chấn động khá mạnh, mặc dù cách tâm chấn khoảng 140 km. Trận động đất này xảy ra chỉ sau trận động đất Ấn Độ Dương 2004 vài tháng và đã có cảnh báo sóng thần đe dọa bờ biển Indonesia. Tuy nhiên, không có sóng thần xảy ra vì chấn tiêu nó nằm ở độ sâu khoảng 201 km.

### Năm 1983
Vào ngày 24 tháng 11 năm 1983, một trận động đất lớn xảy ra ở độ sâu 180 km dưới biển Banda. So sánh với các tiền chấn và dư chấn cho thấy nơi phát sinh chấn động nằm trong đới Benioff với hướng cắm bắc- tây bắc bởi một đứt gãy nghịch có mặt đứt gãy hướng về phía nam..

### Năm 1972
Năm 1972 một trận động đất có độ lớn 6,6 đã xảy ra ở đây.

### Năm 1963
Ngày 4 tháng 11 năm 1963, một trận động đất có độ lớn 7,8 ở độ sâu 100 km bên dưới biển Banda được xem là một trong những chấn động lớn nhất ở độ sâu trung bình trong thế kỷ 20 và đặc trưng bởi sự thể hiện yếu tố địa chấn học do biến dạng trên quy mô lớn của mảng bị hút chìm trong manti.

### Năm 1938
Trận động đất xảy rra ngày 1 tháng 2 năm 1938 và là trận động đất lớn thứ 9 trong thế kỷ 20 với độ lớn 8,5 theo thang Richter, và cường độ cấp VII theo thang Mercalli. Nó sinh ra sóng thần cao 1,5 met nhưng không có người bị thiệt mạng. Tâm chấn cách Dobo 300 km về phía tây tây-bắc, quần đảo Aru; cách Saumlaki, quần đảo Tanimbar 325 về phía bắc; cách Darwin, Úc 825 km về phía bắc; cách Jakarta 2760 km về phía đông.
Trận động đất này diễn ra trong một vùng hiếm có hoạt động địa chấn và cách xa các vị trí của các ranh giới kiến tạo khối. Chấn tiêu sâu hơn bình thường nên sinh sóng thần thấp và ít gây thiệt hại. Các cơ chế chấn tâm hiện tại quá ít và phân tán nên chưa có sự so sánh hoàn chỉnh, nhưng trận động đất năm 1938 xảy ra trên cùng một trục nén ép về phía tây nam so với trận động đất năm 1963 nhưng nhỏ hơn và sâu hơn.